# Ganbare Goemon Gaiden 2: Tenka no Zaihō
Ganbare Goemon Gaiden 2: Tenka no Zaihō (がんばれゴエモン外伝２　天下の財宝?) es un videojuego de la serie Ganbare Goemon, publicado originalmente para Famicom (NES) por Konami en Japón el 3 de enero de 1992.